# Caucasia
Caucasia ist eine Gemeinde (municipio) im Departamento Antioquia in der Región Caribe in Kolumbien. Sie liegt etwa 285 Kilometer von der Departamentshauptstadt Medellín entfernt.

## Geographie
Caucasia liegt im Norden von Antioquia in der Subregion Bajo Cauca auf einer Höhe von ungefähr 50 m ü. NN und hat eine Durchschnittstemperatur 28 °C. Caucasia liegt am Río Cauca. An die Stadt grenzen im Norden La Apartada und Ayapel im Departamento Córdoba, im Westen Cáceres, im Osten Nechí und El Bagre und im Süden Zaragoza.

## Bevölkerung
Die Gemeinde Caucasia hat 98.423 Einwohner, von denen 87.807 im städtischen Teil (cabecera municipal) der Gemeinde leben (Stand: 2022).

## Geschichte
Caucasia wurde am 12. April 1886 von Clemente Arrieta unter dem Namen Cañafístula gegründet. Zunächst war der Ort ein corregimiento, erst bis 1912 von Cáceres, dann bis 1936 von Margento und dann bis 1942 von Nechí. 1927 bekam Caucasia seinen heutigen Namen. Seit 1942 hat Caucasia den Status als Gemeinde.

## Wirtschaft
Caucasia ist das wirtschaftliche Zentrum der Subregion Bajo Cauca. Seit seiner Gründung waren Fischerei, Landwirtschaft und Bergbau die wichtigsten Wirtschaftszweige von Caucasia. Seine wirtschaftliche Entwicklung war eng verbunden mit der strategischen Lage am Río Cauca. Caucasia war zudem lange Zeit die Gemeinde mit der höchsten Menge an gewonnenem Gold in Kolumbien. Heute spielt zudem die Rinderproduktion eine wichtige Rolle. Außerdem ist Caucasia ein wichtiges Handelszentrum zwischen Antioquia und der kolumbianischen Karibikküste.

## Infrastruktur
Caucasia verfügt über einen eigenen Regionalflughafen, den Flughafen Juan H. White (IATA-Flughafencode: CAQ, ICAO-Code: SKCU), von dem aus insbesondere der Flughafen Enrique Olaya Herrera in Medellín angeflogen wird.

## Bildung
In Caucasia befindet sich ein Standort der Universidad de Antioquia. Der Standort wurde 1996 eröffnet.

## Sport
In Caucasia war von 2005 bis 2008 der Fußballverein Bajo Cauca FC ansässig, der in der kolumbianischen zweiten Liga spielte und seine Heimspiele im Estadio Orlando Aníbal Monroy austrug, das eine Kapazität von 4000 Zuschauern hat. Das Startrecht wurde 2008 aufgrund von finanziellen Problemen an Itagüí FC verkauft.

## Persönlichkeiten
- Stefany Cuadrado (* 2006), Bahnradsportlerin